# رایانه سی‌ای‌آر

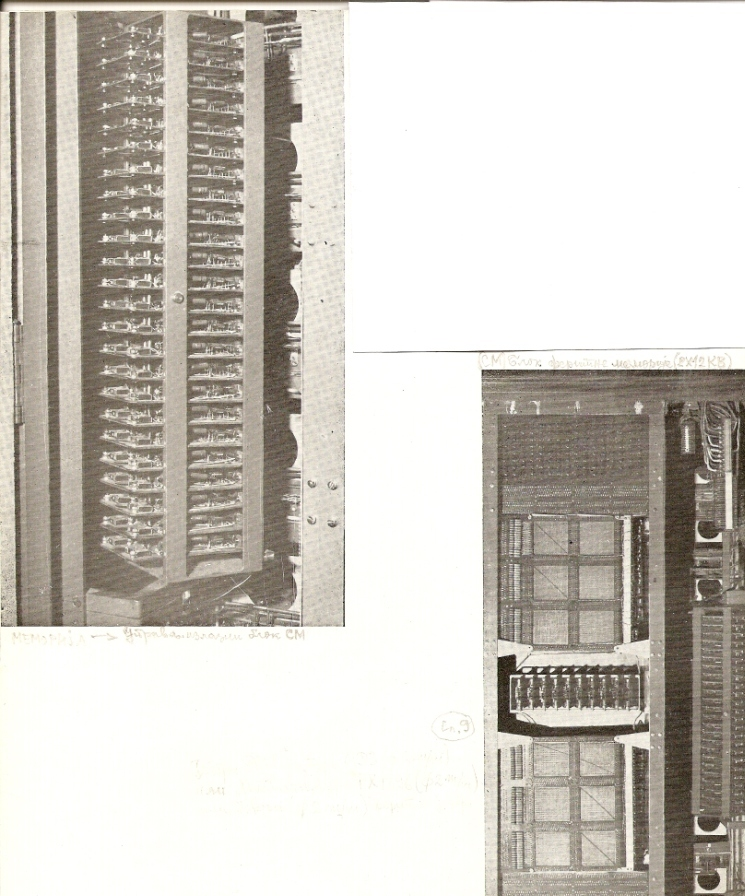
نمایی از زیرسیستم‌های حافظه اصلی CER-10، گونه‌ای از رایانه‌های سی ای آر

رایانه‌های سی ای آر (به انگلیسی: CER Computer) دسته‌ای از رایانه‌های قدیمی بودند که بر پایه لامپ خلأ و ترانزیستور‌ها کار می‌کردند و به وسیله Mihajlo Pupin Institute (صربستانی) در دهه‌های ۱۹۶۰ و ۱۹۷۰ توسعه یافتند.